# Lucio Battisti
Pour les articles homonymes, voir Battisti.
Lucio Battisti, né le 5 mars 1943 à Poggio Bustone et mort le 9 septembre 1998 à Milan, est un auteur-compositeur-interprète italien de musique pop.
Il est considéré comme l'un des plus grands chanteurs italiens, et a enregistré vingt-deux albums entre 1969 et 1994.

## Biographie
Lucio Battisti est né dans la province de Rieti (Latium, Italie) le 5 mars 1943.
Excellent guitariste, Lucio Battisti se lance d'abord dans une discrète carrière d'auteur, puis connaît le succès comme interprète à partir de la fin des années 1960. La musique de ses chansons est affectée par l'influence de la pop américaine. En 1965, il entame une collaboration avec Mogol, auteur de tous les textes de ses chansons jusqu'en 1980. À partir de 1969, il interprète ses créations et compose des chansons pour d'autres chanteurs, en particulier pour Mina. Il remporte le Festivalbar en 1970 avec Acqua azzurra, acqua chiara et en 1971 avec Fiori rosa, fiori di pesco.
Il est adapté par des chanteurs français. Jean-François Michaël lui doit le succès Je pense à toi, adaptation de E penso a te. En Italie, Mina reprend la chanson Prendila così. Hervé Vilard  a repris en français Amore caro, amore bello  en 1972 , Ma chanson de liberté (Il mio canto libero) en 1975.
En 1976, avec Ancora tu, il connaît son plus grand succès.
Peu porté sur les concerts et les passages à la télévision, réfractaire aux tentatives de la presse de percer sa vie privée, Battisti s'interdit dès 1972 toute apparition à son public, avec lequel il décide de ne plus communiquer « qu'au travers de ses chansons ». Il se tient fermement à cette ligne de conduite, et se contente d'accorder de très rares entretiens à des revues spécialisées (dont la dernière en 1982).
Après la rupture avec Mogol en 1980, il est rejoint comme parolier d'abord par son épouse, Grazia Letizia Veronese (sous le pseudonyme de « Velezia ») puis par Pasquale Panella. Les derniers albums marquent un changement fondamental dans la relation avec les paroles et la structure musicale ouvertement tournée vers les sons monocordes et électroniques, assemblage parfois poussé aux limites de l'absurde, s’affranchissant des schémas traditionnels de la chanson italienne.
Il meurt d'un cancer à l’hôpital San Paolo de Milan, le 9 septembre 1998, âgé de 55 ans.

## Battisti et la politique
Dans la dimension artistique de Lucio Battisti, l'engagement politique ne revêt pas un caractère particulier, à la différence des prises de parti si courantes parmi les chanteurs des années 1970. Au contraire, Battisti fut parfois critiqué pour son choix de ne parler que des sentiments, des passions, de la nature et de la beauté, voyant son approche qualifiée de « petit bourgeois », et en conséquence, dans ce climat des années de plomb où il était de bon ton de s'engager à gauche, certains lui attribuèrent des sympathies d'extrême droite, ce qui, avec le recul, paraît totalement absurde : Battisti est un poète libre et ses chansons sont connues dans le monde entier.

## Discographie (en Italie)

### Albums
| Nom                                | Année | Position au Hit Parade | Semaines au Hit Parade | Produit par    |
| ---------------------------------- | ----- | ---------------------- | ---------------------- | -------------- |
| Lucio Battisti                     | 1969  | 1                      | 9                      | Dischi Ricordi |
| Emozioni                           | 1970  | 1                      | 11                     | Dischi Ricordi |
| Amore e non amore                  | 1971  | 1                      | 7                      | Dischi Ricordi |
| Lucio Battisti Vol. 4              | 1971  | 3                      | 5                      | Dischi Ricordi |
| Umanamente uomo: il sogno          | 1972  | 1                      | 9                      | Numero Uno     |
| Il mio canto libero                | 1972  | 1                      | 8                      | Numero Uno     |
| Il nostro caro angelo              | 1973  | 1                      | 7                      | Numero Uno     |
| Anima latina                       | 1974  | 1                      | 6                      | Numero Uno     |
| La batteria, il contrabbasso, ecc. | 1976  | 1                      | 7                      | Numero Uno     |
| Io tu noi tutti                    | 1977  | 1                      | 6                      | Numero Uno     |
| Images                             | 1977  | 11                     | 2                      | RCA Victor     |
| Una donna per amico                | 1978  | 1                      | 6                      | Numero Uno     |
| Una giornata uggiosa               | 1980  | 1                      | 6                      | Numero Uno     |
| E già                              | 1982  | 1                      | 4                      | Numero Uno     |
| Don Giovanni                       | 1986  | 1                      | 5                      | Numero Uno     |
| L'apparenza                        | 1988  | 2                      | 4                      | Numero Uno     |
| La sposa occidentale               | 1990  | 4                      | 2                      | CBS            |
| Cosa succederà alla ragazza        | 1992  | 8                      | 1                      | Sony/Columbia  |
| Hegel                              | 1994  | 11                     | 1                      | Numero Uno     |

### Singles
| Nom                                               | Année | Position au Hit Parade | Semaines au Hit Parade | Produit par    |
| ------------------------------------------------- | ----- | ---------------------- | ---------------------- | -------------- |
| Per Una Lira / Dolce di Giorno                    | 1966  |                        |                        | Dischi Ricordi |
| Luisa Rossi / Era                                 | 1967  |                        |                        | Dischi Ricordi |
| Prigioniero del Mondo / Balla Linda               | 1968  | 17                     |                        | Dischi Ricordi |
| La Mia Canzone Per Maria / Io Vivrò (Senza Te)    | 1968  |                        |                        | Dischi Ricordi |
| Un'Avventura / Non è Francesca                    | 1969  |                        | 15                     | Dischi Ricordi |
| Dieci Ragazze / Acqua Azzurra, Acqua Chiara       | 1969  | 3                      |                        | Dischi Ricordi |
| Mi Ritorni in Mente / 7 e 40                      | 1969  | 1                      | 2                      | Dischi Ricordi |
| Fiori Rosa, Fiori di Pesco / Il Tempo di Morire   | 1970  | 2                      |                        | Dischi Ricordi |
| Anna / Emozioni                                   | 1970  | 1                      | 7                      | Dischi Ricordi |
| Pensieri e Parole / Insieme a Te Sto Bene         | 1971  | 1                      | 14                     | Dischi Ricordi |
| Dio Mio No / Era                                  | 1971  | 5                      |                        | Dischi Ricordi |
| Le Tre Verità / Supermarket                       | 1971  | 9                      |                        | Dischi Ricordi |
| La Canzone del Sole / Anche Per Te                | 1971  | 1                      | 1                      | Numero Uno     |
| Elena No / Una                                    | 1972  | 21                     |                        | Dischi Ricordi |
| I Giardini di Marzo / Comunque Bella              | 1972  | 1                      | 7                      | Numero Uno     |
| Il Mio Canto Libero / Confusione                  | 1972  | 1                      | 9                      | Numero Uno     |
| La Collina dei Ciliegi / Il Nostro Caro Angelo    | 1973  | 1                      | 12                     | Numero Uno     |
| Due mondi / Abbracciala, abbracciali, abbracciati | 1974  |                        |                        | Numero Uno     |
| Ancora tu / Dove arriva quel cespuglio            | 1976  | 1                      | 12                     | Numero Uno     |
| Amarsi un po' / Sì, viaggiare                     | 1977  | 1                      | 8                      | Numero Uno     |
| Una donna per amico / Nessun dolore               | 1978  | 1                      | 11                     | Numero Uno     |
| Una giornata uggiosa / Con il nastro rosa         | 1980  | 2                      |                        | Numero Uno     |
| E Già / Straniero                                 | 1982  | 6                      |                        | Numero Uno     |

### Singles en français
- 1972: Les jardins de septembre / Toujours plus belle (Vogue, NUV.4166; parolier: Eddy Marnay)
- 1972: Ma chanson de liberté / Vento nel vento (Vogue, NUV.3047; parolier: Eddy Marnay)

## Honneur
L'astéroïde (9115) Battisti porte son nom.